# Das Bacchanal des Todes
Das Bacchanal des Todes ist ein deutsches Stummfilmmelodram aus dem Jahre 1917 von Richard Eichberg mit Ellen Richter, Erich Kaiser-Titz und Werner Krauß in den Hauptrollen.

## Handlung
Die Gastwirtstochter Lona steht dem Maler Alexander Andrea Modell. Der talentierte Künstler ist nämlich gerade dabei, ein Gemälde unter dem Titel „Der Pierrot“ anzufertigen. Nach Vollendung seines Werks erhält Alexander einen ersten Preis. Lona ist in dieser Zeit gemeinsamer Arbeit Alexander auch menschlich näher gekommen, doch dieser verliert nach Abschluss der Malsitzungen rasch sein Interesse an ihr und wendet sich der Baronin Gisa Dalmar zu, die er schließlich auch heiratet. Lona kann die Entscheidung des Malers nicht verwinden und überredet Jan Lars, der sie umwarb und vergöttert, dazu, die Nebenbuhlerin an ihrem Hochzeitstag zu ermorden. Dann werde Lona bereit sein, seine Ehefrau zu werden. Und so geschieht es. Gisa wird tot aufgefunden, doch Alexander, der nun frei für Lona ist, verdächtigt diese zurecht, hinter dem Mordanschlag zu stehen. Die Polizei schreitet ein, doch Lona hat ein Alibi und wird daher rasch auf freien Fuß gesetzt. 
Alexander glaubt, mit seinem Verdacht Lona bitteres Unrecht zugefügt zu haben, und nimmt sie infolgedessen bei sich auf. Bald erwachen zwischen den beiden tiefe Gefühle. Jan Lars wird derweil ungeduldig und verlangt seinen Lohn für die Bluttat. Lona trifft sich mit ihm heimlich in einem Steinbruch und überreicht dem Meuchelmörder eine größere Geldsumme. Als Lars sich wieder umdreht, schießt sie ihn nieder. Sie glaubt, dass er tot ist. Am selben Abend findet das prunkvolle Verlobungsfest zwischen Lona und Alexander statt. Lonas Tanz in der „Pierrot“-Verkleidung begeistert die anwesenden Gäste. Plötzlich erscheint der nur leicht verwundete Lars auf der Bildfläche und beschuldigt Lona öffentlich, ihn für die Bluttat angeheuert zu haben. Daraufhin flieht Lona aus dem Haus. In dem Pierrot-Kostüm, das sie einst als Alexanders Modell trug, rennt sie auf einen Felsen und stürzt sich von dort in die Tiefe. Die Verlobungsfeier wurde so zum „Bacchanal des Todes“.

## Produktionsnotizen
Das Bacchanal des Todes, auch versehen mit dem Untertitel Das Opfer einer großen Liebe, entstand Januar/Februar 1917, passierte die Filmzensur im März desselben Jahres und wurde am 20. April 1917 im Berliner Union-Theater uraufgeführt. Ein Jugendverbot wurde erteilt. Die Länge des Vierakters betrug etwa 1500 Meter.
Die Filmbauten entwarf Robert A. Dietrich.

## Kritik
In Wiens Neue Kino-Rundschau heißt es: „Ellen Richter beweist hier wieder ihr großes Talent und auch Erich Kaiser Tietz [sic!] bringt seine Rolle zur besten Geltung. Die Photographie ist ausgezeichnet.“